# Karl-Dietrich Diers
Karl-Dietrich Diers (Halle, 9 de maig de 1953), va un ciclista alemany que va defensar el colors de la República Democràtica Alemanya. Del seu palmarès destaca la medalla de bronze al Campionat del Món en contrarellotge per equips de 1974.

## Palmarès
- 1973
  - Campió de la RDA en contrarellotge per equips
- 1974
  - Campió de la RDA en contrarellotge per equips
- 1977
  - Campió de la RDA en contrarellotge per equips